# Шасјек
Шасјек (фр. Chassiecq) насеље је и општина у западној Француској у региону Поату-Шарант, у департману Шарант која припада префектури Конфолан.
По подацима из 2011. године у општини је живело 165 становника, а густина насељености је износила 12,63 становника/km². Општина се простире на површини од 13,06 km². Налази се на средњој надморској висини од 150 метара (максималној 175 m, а минималној 100 m).

## Демографија
| 1962. | 1968. | 1975. | 1982. | 1990. | 1999. | 2011. |
| ----- | ----- | ----- | ----- | ----- | ----- | ----- |
| 225   | 262   | 222   | 193   | 172   | 168   | 165   |

График промене броја становника у току последњих година